# Coroana de oțel a României
Coroana de Oțel reprezintă coroana regală a României, care a fost turnată din țeava unui tun otoman capturat în timpul Războiului de Independență din 1877 - 1878, în bătălia de la Plevna din 30 august 1877. Carol I a ales oțel, și nu aur, pentru a simboliza vitejia ostașilor români.

## Alegerea formei
Primul ministru Dimitrie Brătianu l-a însărcinat pe V. A. Urechia, ce era în acea perioadă ministrul Cultelor și Instrucțiunii Publice, prin adresa nr. 468 din ziua de 11 aprilie 1881, să conducă comisia formată din Alexandru Odobescu, Bogdan Petriceicu Hașdeu și Grigore Tocilescu. Comisia urma să se întrunească în data de 13 aprilie pentru a stabili „... forma Coroanei lui Ștefan cel Mare și a sceptrului lui Mihai Viteazul”. Prin formularea acestui scop se poate vedea cu limpezime că se dorea ca forma coroanei ce trebuia a fi creată, să fie după un model istoric. Dimitrie Brătianu a pus la dispoziția lui Urechia și o documentație aferentă „... Am onoare de a înainta Domniei Voastre șapte copii de tablouri din Muzeul Național”, care să fie sursă de inspirație pentru comisie. Dezbaterile comisiei au fost sintetizate într-un proces verbal care a stabilit că:

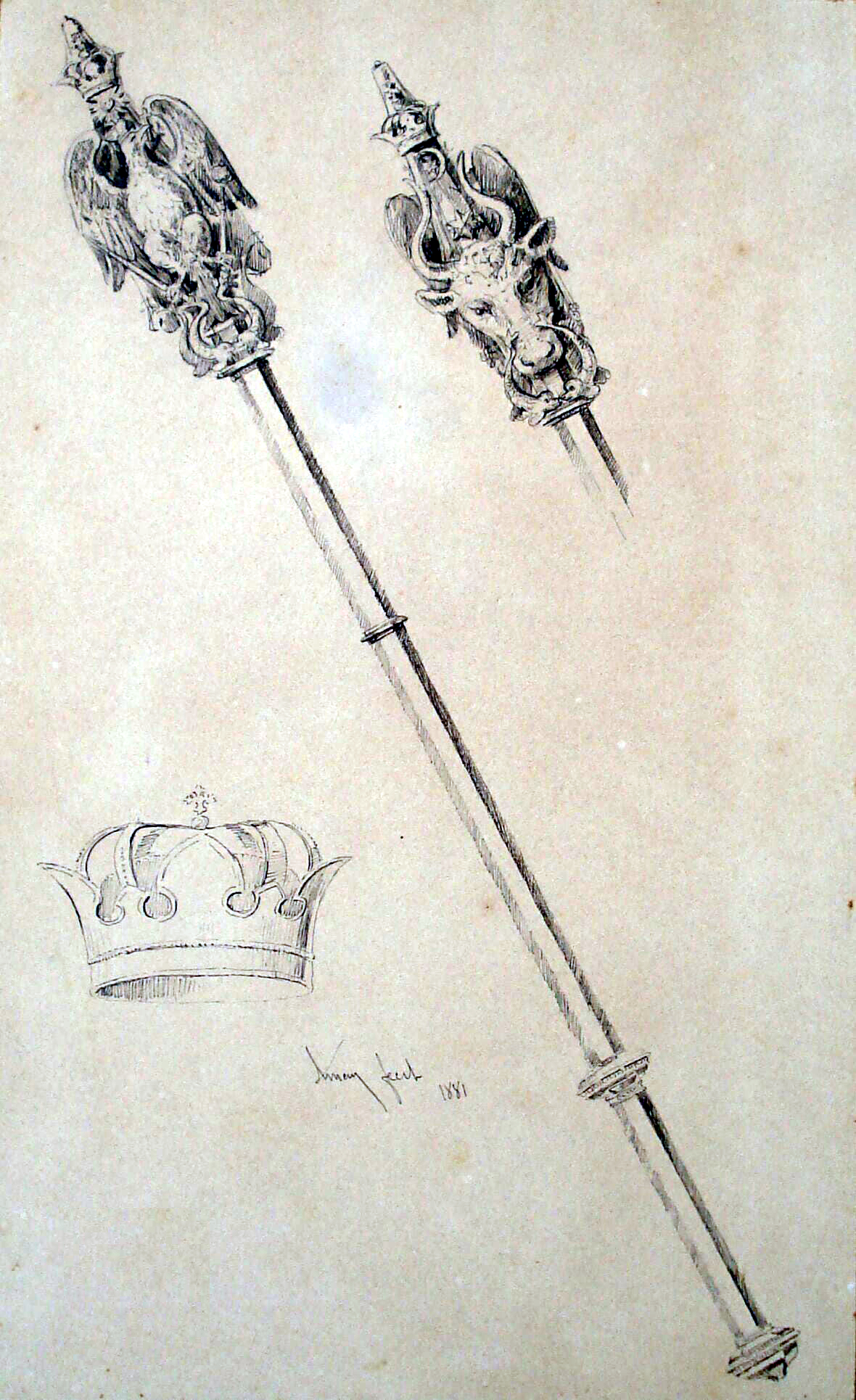
Coroana și sceptrul regal - în tuș, de Theodor Aman

1. Forma coroanei trebuia să fie similară cu cea a lui Mircea cel Bătrân și a lui Alexandru cel Bun. Acești domnitori au avut coroane de tipul celei româno-bulgare a Assanilor;[2]
2. Theodor Aman s-a angajat să execute o schiță din care să reiasă forma coroanei, folosind ca modele documentele ce i-au fost puse la dispoziție;[2]
3. Theodor Aman urma să facă o schiță care să releve forma sceptrului regal, folosind modele occidentale, reprodus de Dr. Bcsek cu adaosul însemnelor țării.[2]

Procesul verbal al comisiei a fost semnat doar de Theodor Aman, B.P. Hașdeu și V.A. Urechia.
Schița lui Theodor Aman a fost realizată în tuș. În lucrare apare coroana și sceptrul. Schița poate fi văzută astăzi printre exponatele Muzeului Theodor Aman. Planșa are dimensiunea de 45 x 27,5 cm și pe ea apare un sceptru în stil gotic ce o străbate în diagonală din dreapta jos spre stânga sus. Sceptrul are un mâner lung de secțiune hexagonală. Pe o parte a măciuliei apare bourul Moldovei și pe cealaltă acvila Munteniei, surmontați de coroană și în partea de jos apar delfinii Dobrogei, regiune recuperată de România după Războiul de Independență. Stema Moldovei este plasată în dreapta. În partea stânga jos a planșei, apare schițată foarte fin coroana cu vârful peniței.
În data de 3/15 mai, regele Carol I s-a întors la București după două zile de odihnă petrecute la Sinaia. Pe biroul său de la Palatul Cotroceni, a găsit coroana de oțel. După propriile amintiri „... Ea se compune dintr-un cerc asupra căruia se ridică opt emisfere ce susțin globul regal cu «Crucea [Trecerea] Dunării»; forma ei este aceea a coroanelor regale moderne; înăuntru este îmbrăcată cu catifea roșie de pe care iese foarte bine în relief strălucitorul oțel... Neobositul locotenent-colonel Dimitrie Pappasoglu, adept al culturalizării și informării prin imagine ca și al democratizării artei prin litografii ieftine, accesibile oricui, a editat o stampă cu această. coroană.”

Evoluția conceptului de la coroana lui Ioan Asan II, la Alexandru cel Bun, acuarelă, schița în tuș, la finalitatea execuției
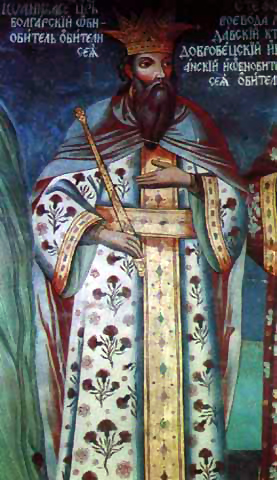
Ioan Asan al II-lea, rege vlaho-bulgar
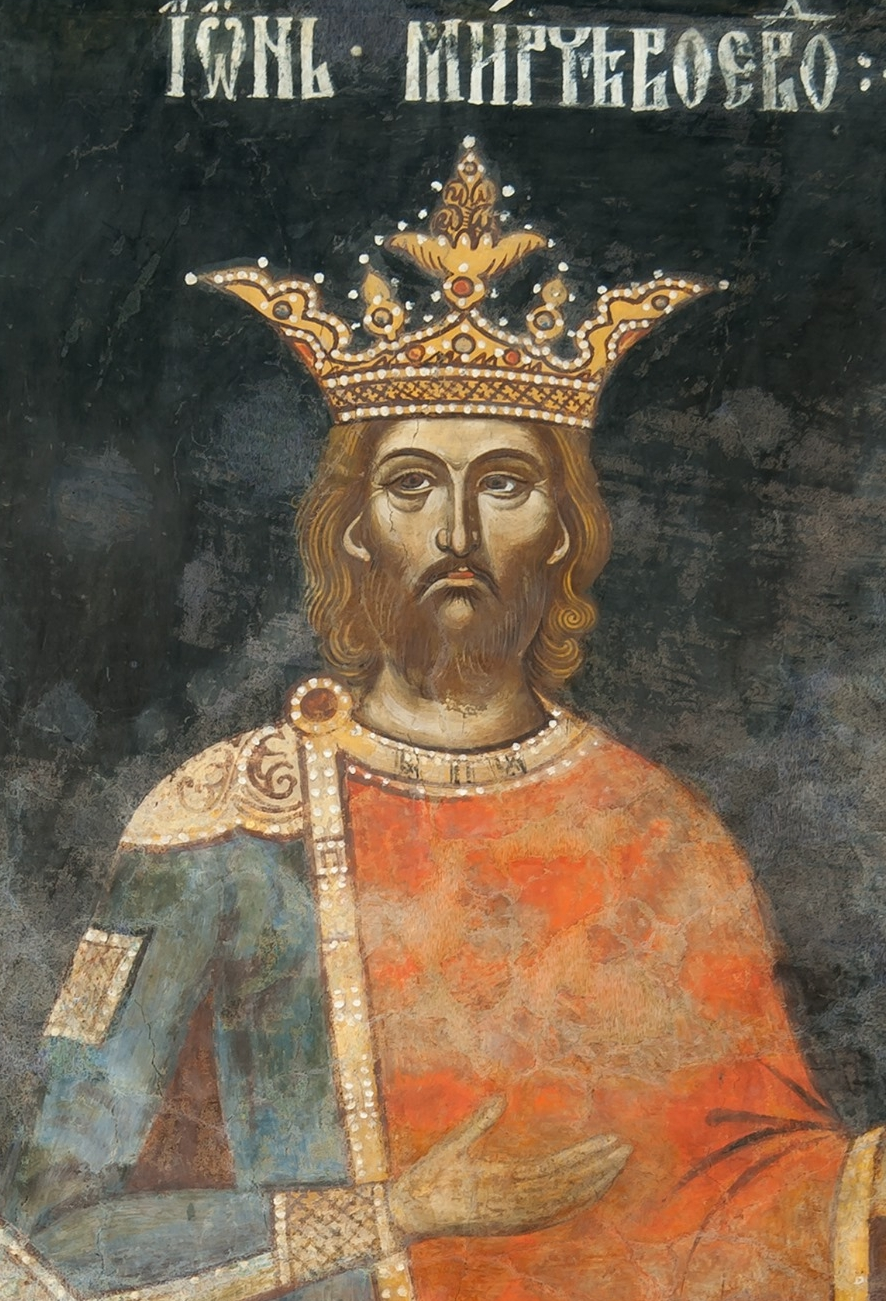
Mircea cel Bătrân, voievod muntean
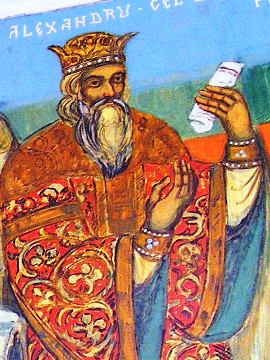
Alexandru cel Bun, voievod moldovean
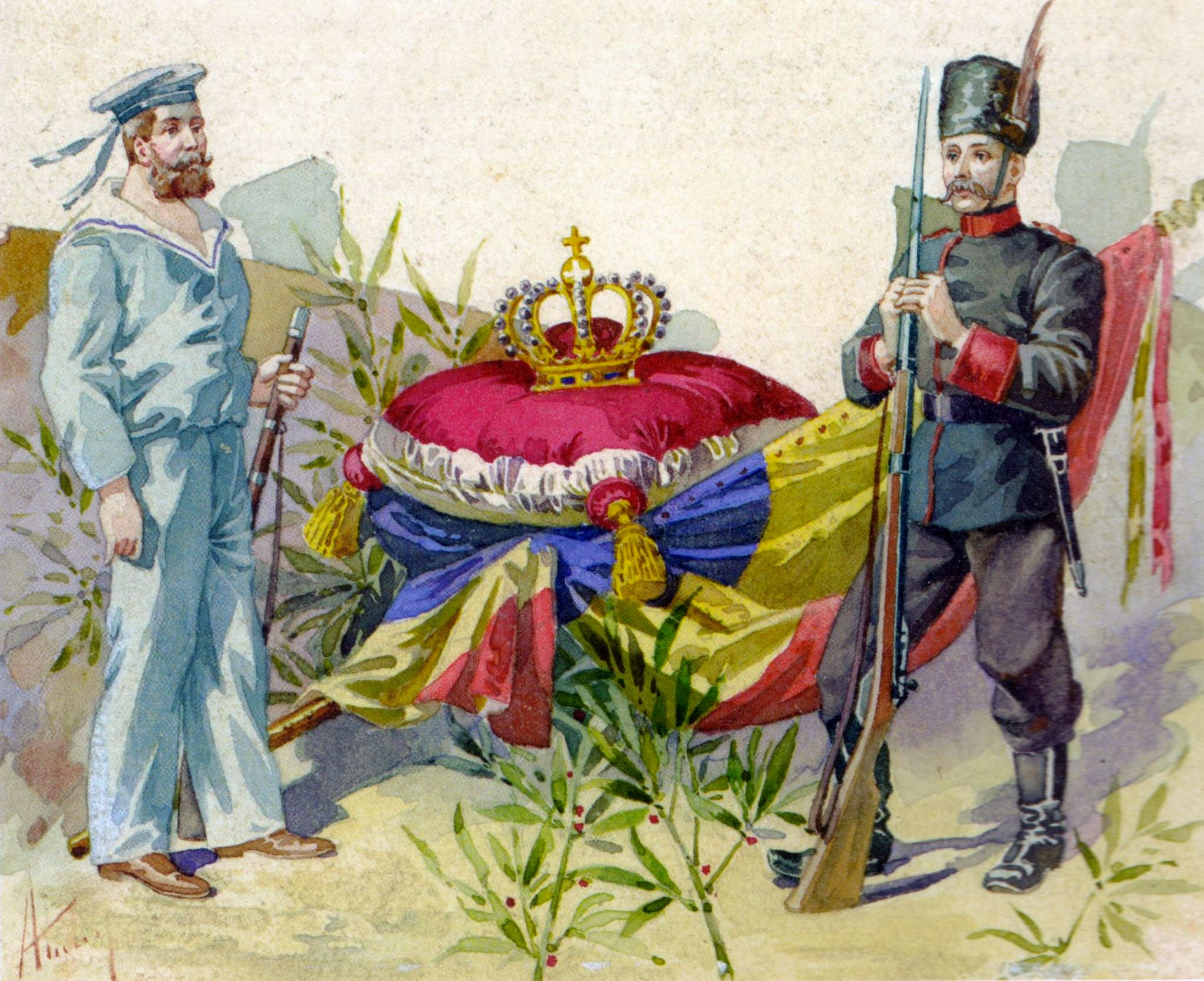
Coroana regală - acuarelă de Theodor Aman

Cu toate că guvernul s-a pronunțat în favoarea unei coroane foarte scumpe și fastuoase, regele Carol I a dorit una plină de simplitate și sobrietate. El a fost încurajat să urmeze această idee de tatăl său, principele Karl Anton de Hohenzollern-Sigmaringen. Acesta i-a trimis o scrisoare, datată în ziua de 19 aprilie 1881, în care i-a prezentat fiului un memoriu bine argumentat privind coroanele și ceremonia de încoronare pe care trebuia să o facă ținând cont de faptul că în România se instaura o monarhie fără tradiție, tânără și modernă.

## Autori și forma finală

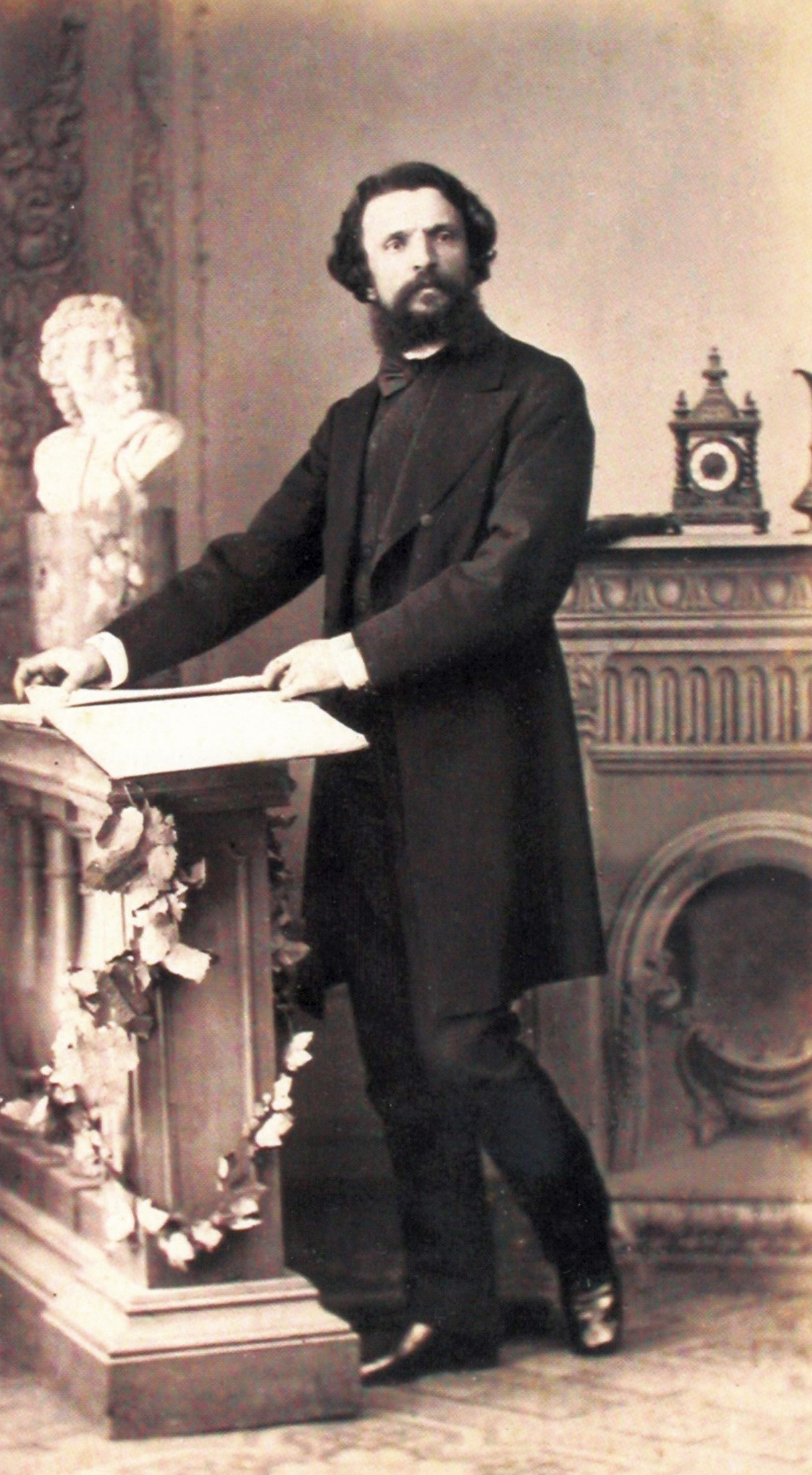
Theodor Aman - fotografie de B. Engels

Coroana de oțel a fost făurită de către elevii și soldații meseriași ai Arsenalului Armatei din București⁠(en)[traduceți] după un proiect al lui Theodor Aman. S-au făcut trei modele aproape identice. Unul dintre ele a rămas la Muzeul Arsenalului, nefiind terminat, cercul frontal diferind de acela al celorlalte două modele. Al doilea, modificat, a fost așezat pe globul purtat de aquila din vârful unei coloane de piatră din Bulevardul Carol, Piața C.A. Rosetti. Al treilea model este cel primit de Regele Carol I, sfințit la Mitropolia din București în ziua de 10 mai 1881 și se compune dintr-un cerc frontal cu opt fleuroane și tot atâtea mărgăritare, împodobit cu modele de pietre prețioase, toate stilizate din oțel. Cele opt fleuroane sunt unite, în vârful coroanei, de Crucea „Trecerea Dunării”. Coroana cântărește 1.115 grame și este realizată din zburătura unui tun (partea din față a țevii) de calibru 90 mm, fabricat la F. Wöhlert din Berlin. Spre a comemora faptele strălucite săvârșite de țară și Domnul Carol, pe tun, sub turaua otomană care poartă semnătura sultanului Abd Al-Hamid nepotul lui Mahmud întotdeauna Victorios, este scrisă următoarea inscripție: 
„DIN ACEST TVN LVAT DE OASTEA ROMÂNEASCĂ LA PLEVNA ÎN XXVIII NOEMVRIE MDCCCLXXVII S'A LUCRAT ÎN ARSENAL COROANA DE OCEL A REGELUI ROMÂNIEI CAROL I - X MAI MDCCCLXXXI.”
 Tunul s-a păstrat în Muzeul Arsenalului până la desființarea muzeului, apoi a fost mutat în actualul Muzeu Militar Național.

## Cei care au purtat-o
Coroana de oțel a fost oferită pe 10 mai 1881 Regelui Carol I, la Palatul Regal, cu prilejul serbărilor încoronării sale ca Rege și a proclamării Regatului României.
Aceasta a fost purtată în ocazii solemne de către toți regii României începând cu încoronarea din 1881. Regele Ferdinand I al României a purtat-o la încoronarea sa de la Alba Iulia. Mihai I a fost încoronat cu aceeași coroană și uns Rege de către Patriarhul României Nicodim Munteanu, în catedrala patriarhală din București, chiar în ziua celei de-a doua sale suiri pe tron, la 6 septembrie, 1940. Coroana s-a regăsit, între anii 1881 și 1947, și în stema națională, iar din 11 iulie 2016 face din nou parte integrantă din stemă.
| Imagine indisponibilă |  | Imagine indisponibilă |
| Stânga: reprezentarea grafică a Coroanei de Oțel ocupă locul central, deasupra scutului de culoare albastră, în Stema Regală a RomânieiDreapta: după anul 2016, în stema republicană a României a fost repusă Coroana de Oțel pe capul acvilei (deși nu aceasta este poziția corectă dpdv istoric: coroana originală purtată de acvilă era mica coroană de aur, aplatisată, din Crucea „Trecerea Dunării”) |  |                       |

## Patrimoniu cultural românesc
În prezent, Coroana de Oțel este o piesă reprezentativă a patrimoniului cultural național și este expusă la Tezaurul istoric al Muzeului Național de Istorie a României din București. O copie fidelă a coroanei se găsește și la Castelul Peleș. Cu ocazia proclamării Regatului, Carol I a instituit Ordinul „Coroana României”, cel de-al doilea ordin național românesc, și a specificat în Regulamentul de înființare al decorației, ca micuța coroană din centru să fie din oțelul aceluiași tun capturat la Plevna.

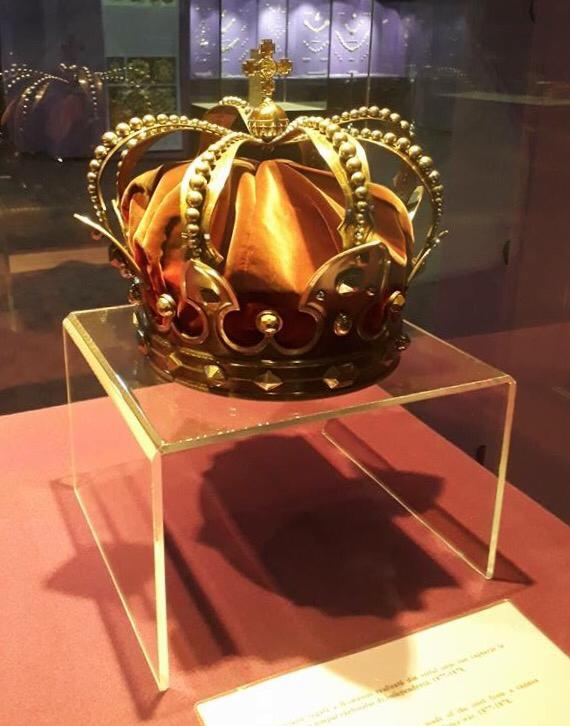
Coroana de Oțel a României
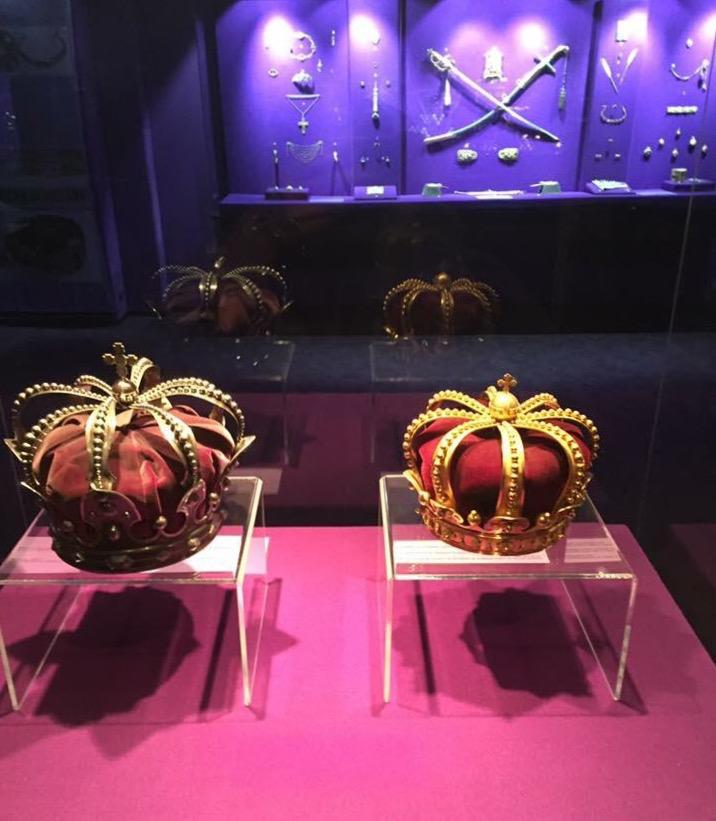
Coroana de Oțel a României (stânga) și Coroana Reginei Elizaveta, Regina-Nevastă a României (dreapta), înfățișate la Muzeul Național
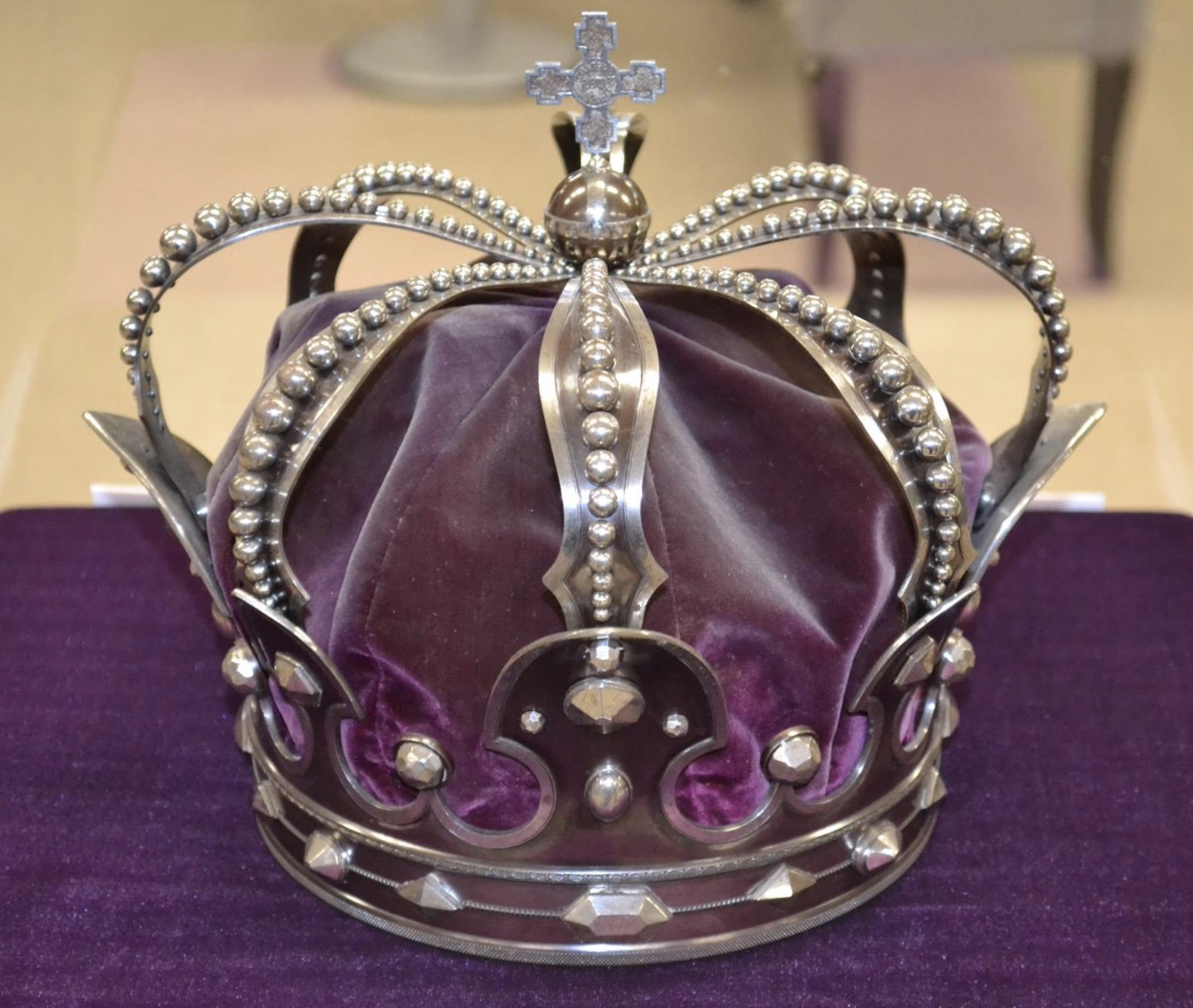
Coroana de Oțel a României
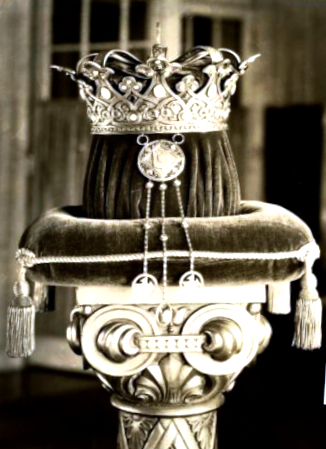
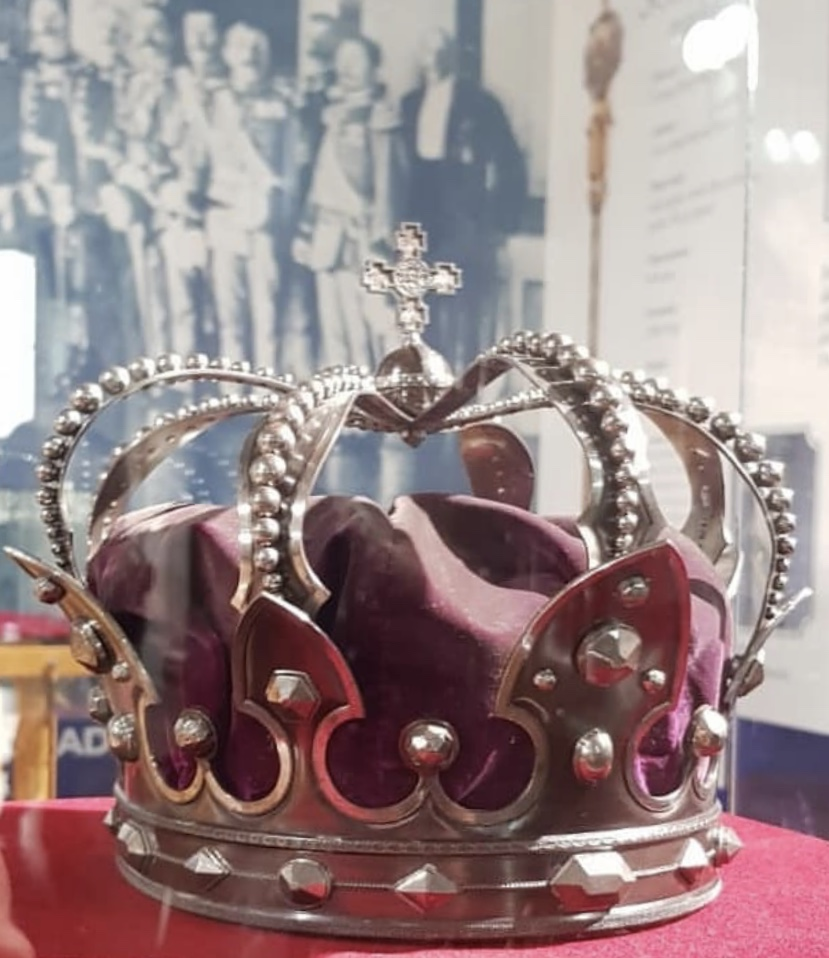
Coroana de Oțel, Coroana României
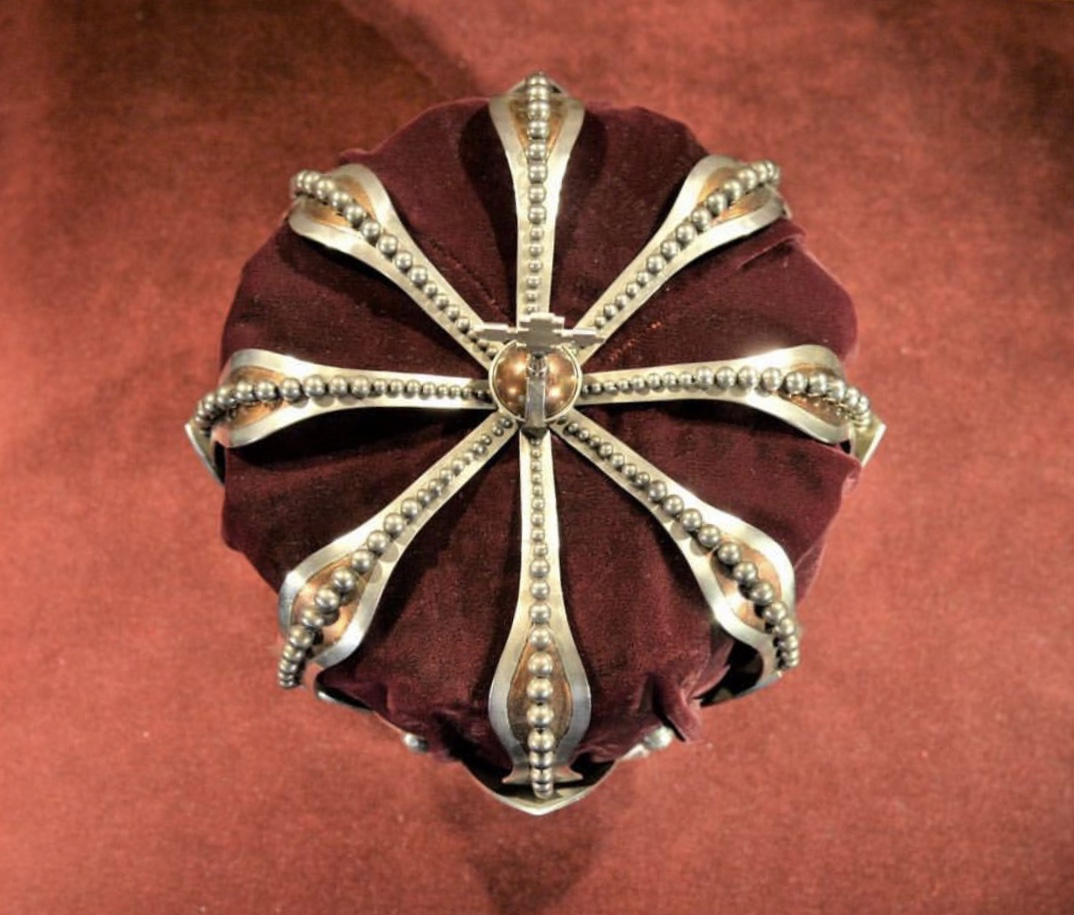
Coroana de Oțel a României înfățișată la înmormântarea regelui Mihai I (1)
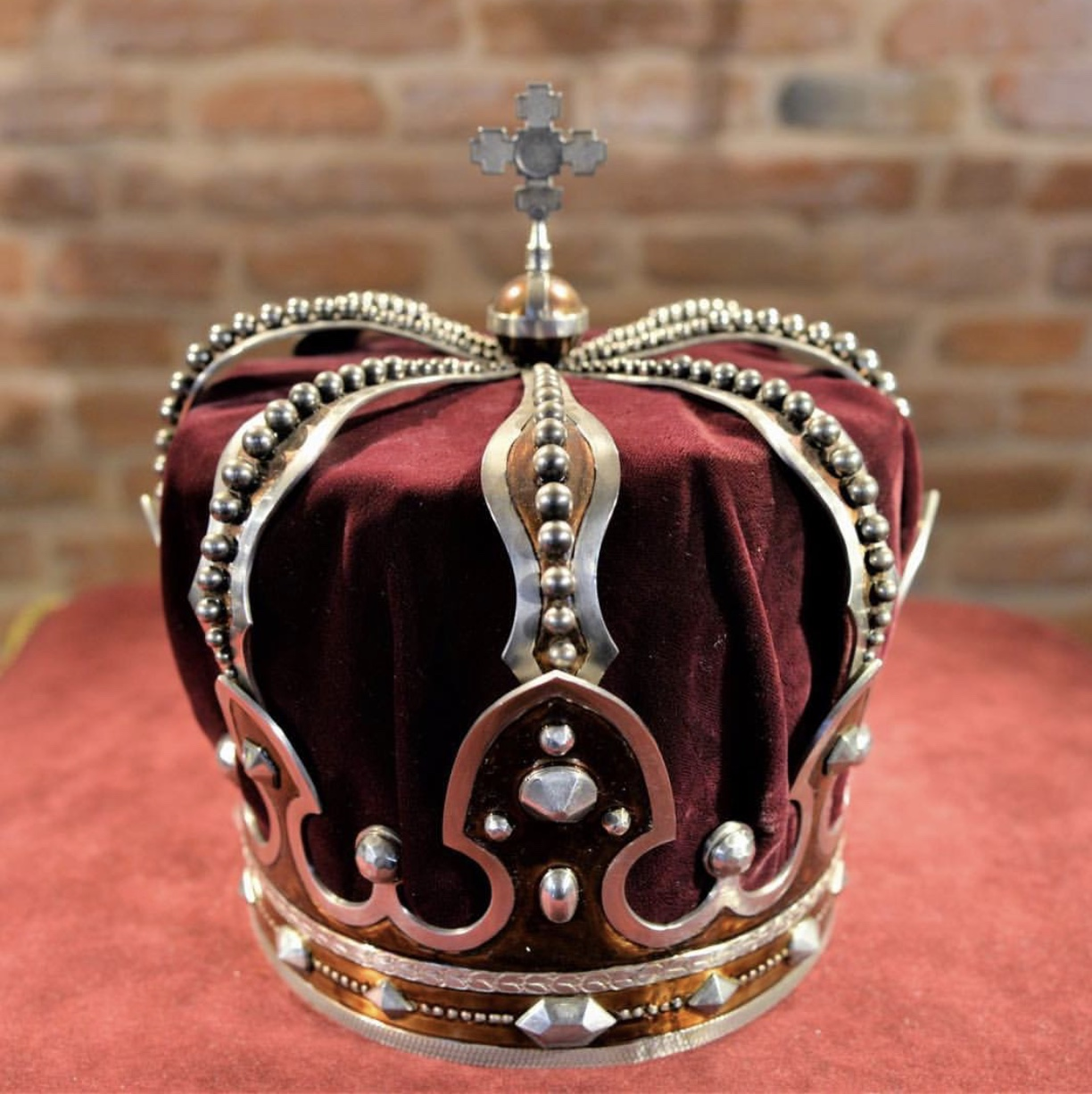
Coroana de Oțel a României înfățișată la înmormântarea regelui Mihai I (2)

## Bibliografie

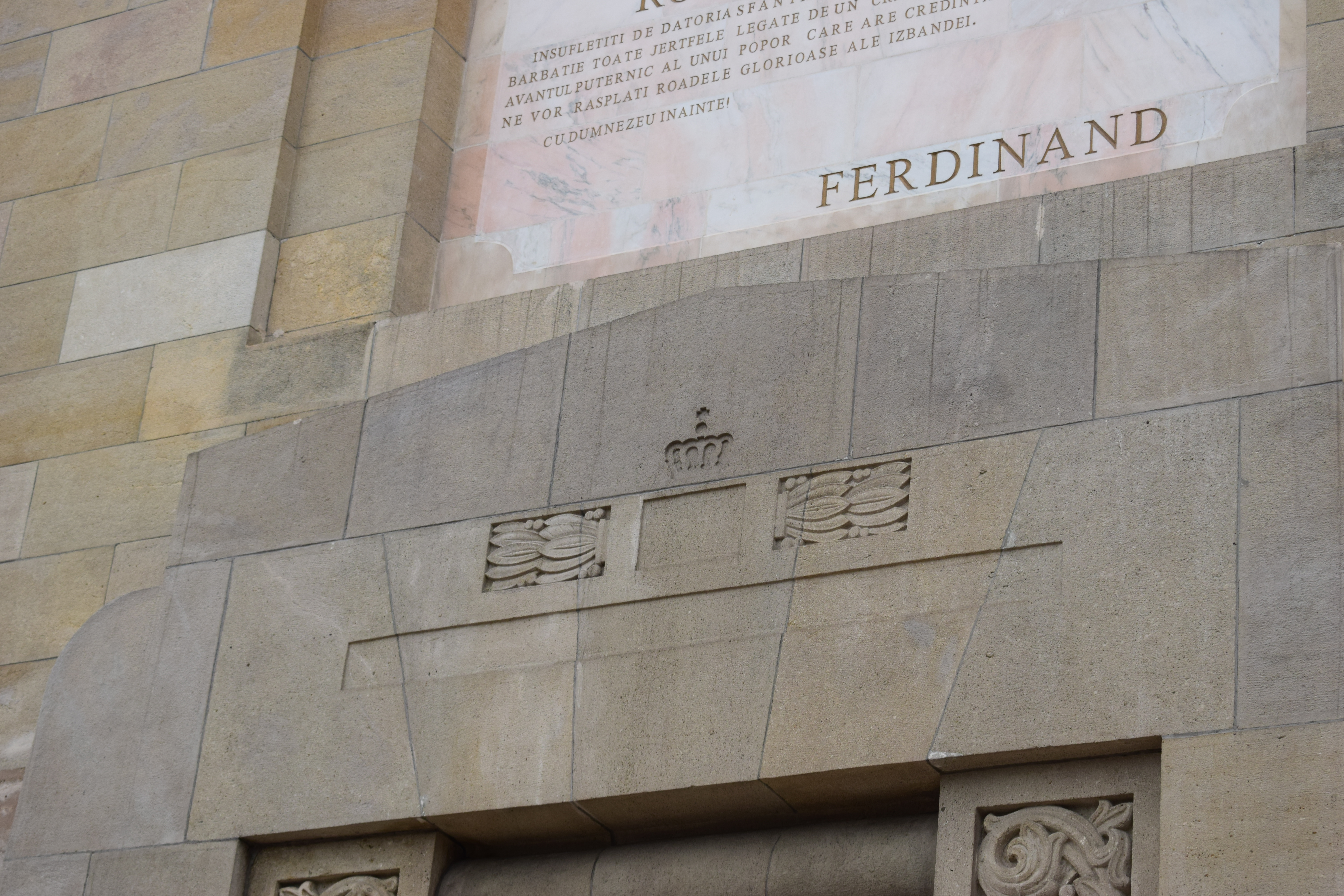
Mic simbol stilizat al Coroanei Regale („Coroana de Oțel” a Regilor României), reprezentat pe fațada de est a Arcului de Triumf din București